# Brebis du Lochois
De Brebis du Lochois is een Franse kaas uit de regio Touraine (Centre-Val de Loire) in de Indre-vallei, uit de omgeving van Loches. De kaas is dus afkomstig uit de regio van de geitenkazen.
De Brebis du Lochois is een klein kaasje, maar zo’n 120 gram zwaar. De kaas wordt gemaakt op dezelfde wijze als veel geitenkazen geproduceerd worden, na stremming wordt het kaasje te drogen gelegd en rijpt het voor zo’n 2-3 weken. De kaas ontwikkelt een grijs-blauwige natuurlijke korst en een verrassende smaak. Bij deze kaas is het een fantastische keuze om een donkere Bourgondische wijn te nuttigen. 